# 坂本真凜
もしかして
- 坂本真凛

ではありませんか？